# Рябокрис Олександр Михайлович

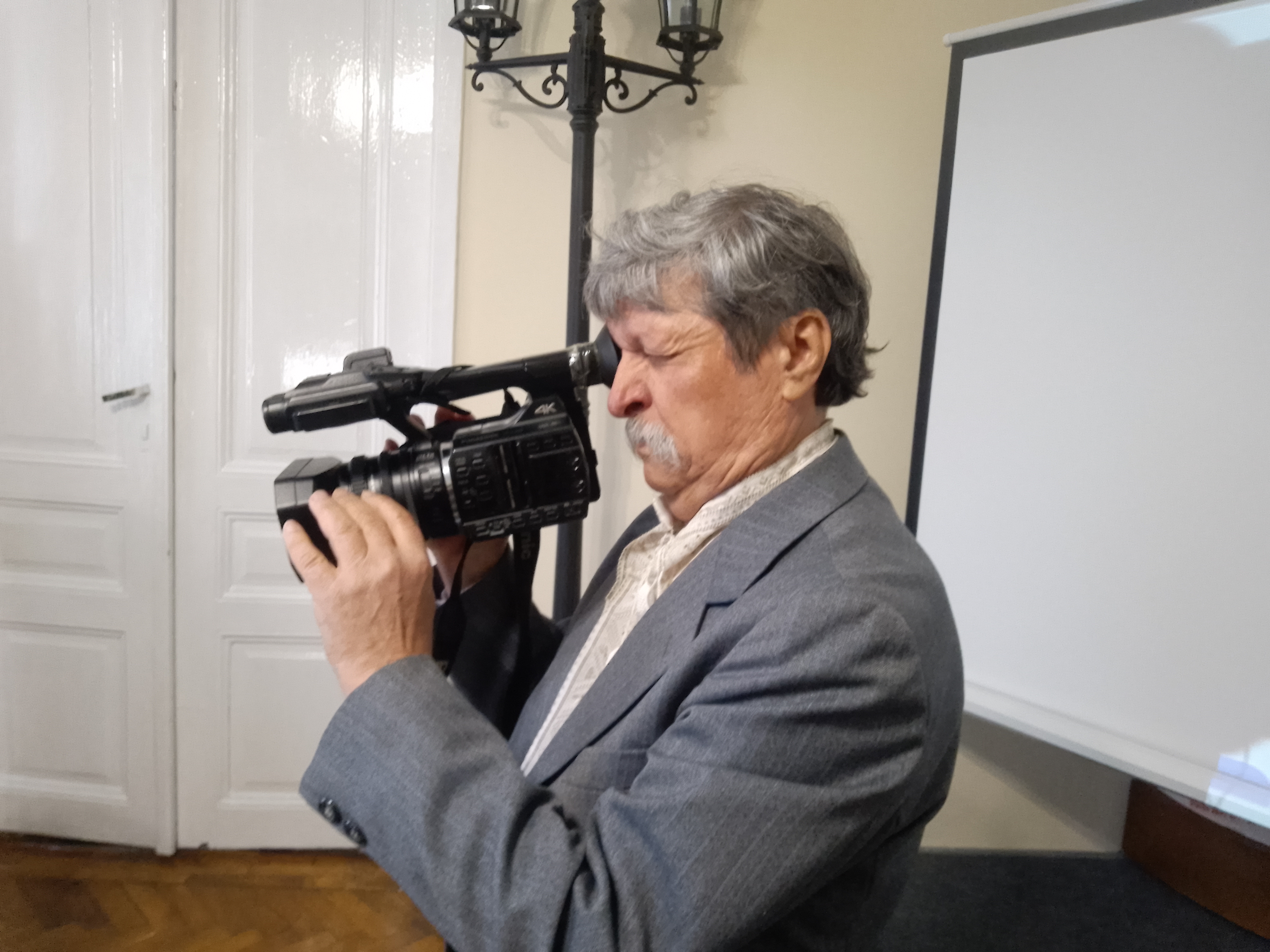
Рябокрис Олександр

Олекса́ндр Миха́йлович Рябокри́с (нар. 1 червня 1952, м. Покровськ, колишній Красноармійськ  колишньої Сталінської, нині Донецької області) — український режисер-документаліст, лауреат премії імені Василя Стуса.

## Біографія
Народився 1952 року в шахтарському місті Покровськ (раніш Красноармійськ) на Донбасі в сім'ї службовців - маркшейдера (гірничого інженера — Рябокрис Михайло Гаврилович) та бухгалтера (Макогон Лідія Петрівна). Навчався в Новодонецькій та Красноармійських школах № 12 та №3. Закінчив факультет АСУ Донецької політехніки, фах — інженер-електрик та Санкт-Петербурзький державний університет кіно і телебачення за фахом телережисер.
Одружений. Має двох дорослих синів.

## Творчий шлях
Незважаючи на мрію  працювати в кіно, за порадою батька вступив до політехніки. Закінчив ВНЗ у 1974-му й був розподілений до одного з київських обчислювальних центрів. За три роки спробував здати вступні іспити до Київського театрального інституту, але не був допущений з мотивацією - вже є вища освіта, ось і працюй. Після цього паралельно з роботою інженера з обслуговування ЕОМ знімав аматорські фільми переважно про туристичні походи, бо був водним туристом. Пропрацювавши 10 років інженером, зважується кардинально змінити життя та влаштовується до «Київнаукфільму» на посаду асистента оператора, єдину, яку йому запропонували за відсутності профосвіти.
З 1987 по 1992 рік навчався в Ленінградському інституті театру, музики та кінематографії в майстерні професора Давида Карасика. Паралельно з навчанням пройшов з «низів» кіносправи до роботи режисера. Але з початком 1990-х у кіно, як і в інші галузі виробництва, прийшов занепад. Знявши декілька кінофільмів («Гайдамаки», «Дивосвіт», «Авось»), мусив змінити роботу.
З середини 1990-х працює в Національній телекомпанії України, згодом в об'єднанні документальних фільмів, знімає док. фільми переважно історичної тематики. Серед них : 
документальні програми "Шістдесятники" частина перша https://youtu.be/VWFIMv53xXU, частина друга https://youtu.be/nef1SCC4GPA , "Українська Гельсинська група" частина перша - https://www.youtube.com/watch?v=yWr2z8YpbFA, частина2 -https://www.youtube.com/watch?v=qlhLKqWgAZI, фільми "Голгофа академіка Кравчука" (2004) https://youtu.be/kZa6sYL9NIo, "Golgotha Academician Kravchuk" (2004) - https://youtu.be/kHC9To8UgMg, «Соловки» (2005), https://www.youtube.com/watch?v=OS1BUnEczI0«Сандармох» (2007) https://youtu.be/gTYhNMGf0jM, фільми, присвячені перебуванню наших земляків в Соловецькому концтаборі і таємних розстрілах в урочищі Сандармох, цикл  «Українці на Колимі» (4 частини) (фільм "Магадан" - https://www.youtube.com/watch?v=KpPWgJOE8TE фільм "Траса" -https://www.youtube.com/watch?v=P6htaZ36Xps, фільм "Пам'ять"- https://www.youtube.com/watch?v=H864vqdN1fQ?, "Діти Колими" https://youtu.be/ItxpuWIZRT4, «Голгофа академіка Кравчука», «Ужма» (про політув'язнену сталінського періоду, нині професора, доктора фізико-математичних наук Ніну Вірченко) (2006) https://www.youtube.com/watch?v=75qfbeFZ3Ag&t=2s, «Людина волі» (про багатолітнього політв'язня Михайла Сороку) https://www.youtube.com/watch?v=l-hcRYLsqR0 , «УПА. Невідомі сторінки», «Війна Мирослава Симчича» (сотенний УПА) https://www.youtube.com/watch?v=xlSy6KV0IM4, «Вільне козацтво» (про визвольні змагання 1918—1922 рр. в Холодному Яру), «Сергій Корольов. Початок» (2009 р.) , «Архип Люлька» (про винахідника турбореактивних авіадвигунів), «Відкриття неба. Зародження мрії» (про розвиток авіації в Україні) фільм 1 - https://www.youtube.com/watch?v=x6NkJFC8pmk, "Відкриття неба. Перші з перших" https://www.youtube.com/watch?v=MVYXuCkGmzc, "Відкриття неба. Втрачені можливості" (про авіаконструктора Костянтина Калініна), 2012  -  https://www.youtube.com/watch?v=AP9FRIYCiLk, "«Чесно жити, чесно померти. Ігуменя Йосифа» (2014) - https://www.youtube.com/watch?v=51mUl4K8X_I (про страдницький життєвий шлях Олени Вітер), «Велика гра» (присвячений  скаутському руху «Пласт») https://www.youtube.com/watch?v=htHdth5pGDw, «Григір Тютюнник. Доля»(2 частини) фільм1https://www.youtube.com/watch?v=aPqP3cYoAKY&t=19s , фільм2 https://www.youtube.com/watch?v=c5c8qOhH4fE, «Кенгір. 40 днів свободи» (3 частини) 2013-2016, (про легендарне Кенгірське повстання в'язнів радянського концтабору в Казахстані),  частина 1 - https://www.youtube.com/watch?v=y7zlNvpj6gA, частина 2 - https://www.youtube.com/watch?v=jSU9s8gyT0k, частина 3 - https://www.youtube.com/watch?v=FpgPIvT0k9M, "KENGIR: forty days of Freedom. part 1" - https://www.youtube.com/watch?v=3seqmHn0BBA,  "KENGIR: forty days of Freedom. part 2" - https://youtu.be/Bqk7MjPsQ7c, "KENGIR: forty days of Freedom. part 3" - https://youtu.be/ggzgskAyFMo, «Смолоскип. Василь Макух» (2015) (про життя і смерть українського патріота, який протестуючи, пішов на самоспалення) (https://www.youtu be.com/watch?v=OgAkQRpluqI), "Мій Майдан" 2016-2017 (3частини),    частина 1 - https://youtu.be/IEZ4gquE54g, частина 2 - https://www.youtube.com/watch?v=DMdz_tiHErA, частина 3 - https://youtu.be/d1McU-UV9i4, "Борис Мозолевський. Знак скіфії" (2016) - https://www.youtube.com/watch?v=n9MyM-OVJEQ, "Скіфська Україна" (2017), "Праведники" (2011) - https://www.youtube.com/watch?v=S-l0uDLFim0, "Соколів Брід" (2011) (про спалене нацистами разом з мешканцями село) -https://youtu.be/1iZxzIJe7Hs .
Освітні фільми та програми 
Цикл "Історія Української державності" : частина перша "Київська Русь. Гетьманcька держава" https://youtu.be/jQCW4Zczx64 , фільм другий "1917 - 1922 роки" - https://www.youtube.com/watch?v=T5c2ZJ4a8PI, фільм третій - "1929 - 1953" -https://youtu.be/MxpQyX56kyw, фільм четвертий - "1953 - 1980" - https://youtu.be/1em2KeOrAd8, фільм п'ятий - "Третя спроба 1981-1991" - https://youtu.be/ccsjsxsq3-M, фільм шостий - "Прорахунки та здобутки 1991 - 1994" - https://youtu.be/3vf_QI__6Go, фільм сьомий - Історія гайдамацького руху, фільм перший. "Посіяли гайдамаки в Україні жито" НТКУ , 2001 - https://youtu.be/3EJA4uKoipk, фільм восьмий Історія гайдамацького руху, фільм другий. Друга пол. 18ст. "Жнива коліївщини" НТКУ , 2001 - https://youtu.be/iaNXd9wm76w,  "Пробудження" 2005 - (Помаранчовий Майдан)  -  https://youtu.be/hdMwAVvC2Xk
Аматорські та авторські фільми 
"Два берега" 1982р. - https://www.youtube.com/watch?v=kYTKkQQ_wCg
"Река и люди" - 1981р. https://www.youtube.com/watch?v=t_9Edn6G_SI, https://youtu.be/JUUi3vuVJhE (цвітокорекція).
"Сказки и были Карельского края" 1983 - https://youtu.be/60vMVLjJOyY
"Галка, Галочка, Галчонок" 2022р. - https://www.youtube.com/watch?v=DW2strVZgbg
"Майстер. Володимир Бабін" 2022 - https://www.youtube.com/watch?v=cgxAZLQ4X-c
"Сторінки творчого вечора поета Петра Засенка. До 85-річчя з Дня народження" 2022 - https://youtu.be/vA71IK4ebrY
"Олексій Юрченко. Зустрічі і прощання" 2022 - https://www.youtube.com/watch?v=caYVkhL6XDk
Василь Овсієнко. Вечір до 70-річчя. Частина 1 2023р. - https://www.youtube.com/watch?v=cqCYCBclih4
Василь Овсієнко. Вечір до 70-річчя. Частина 2 2023р. - https://www.youtube.com/watch?v=bzzMAQTShhQ
Василь Овсієнко. Вечір до 70-річчя. Частина 3 2023р. - https://youtu.be/LfdHPoDeDNQ
На вечорі Василя Овсієнка. Олена Голуб виконує цикл пісень на слова Василя Стуса. 2023р.  https://www.youtube.com/watch?v=7smtbuXwOH8
На вечорі Василя Овсієнка "Де ти тепер" ("Місто спить"), виконує Оксана Муха 2023р.  https://www.youtube.com/watch?v=eEnNzSTYGk4
На вечорі Василя Овсієнка, Василь Стус "Розпросторся, душе моя" , виконує гурт "Хорея Козацька" 2023р.  https://www.youtube.com/watch?v=pq7IbbeGkdk
"Євромайдан. Десяті роковини" 2024р. - https://www.youtube.com/watch?v=NjfX_V9_DG4
"Філарет. Тезоіменитство грудень 2023" - https://youtu.be/r03zofKTH0A
Пане Євгене, ми пам'ятаємо Вас... (Меморіальний вечір до 90-річчя Євгена Сверстюка) частина перша -  ps://youtu.be/0quE3vG3svc, Частина друга - https://www.youtube.com/watch?v=gj5yXwgVypo&t=2s
Василь Овсієнко. Прощання. Київ  2024 - https://youtu.be/dK8PGy0gmIo, ВасильОвсієнко. Прощання. Ставки 2024 -                                https://youtu.be/uz7UB5uVg1g
"Другий творчий вечір Історичного клубу "Холодний Яр" частина перша", 2025р.  - https://www.youtube.com/watch?v=tAK2Px4flg4
"Другий творчий вечір Історичного клубу "Холодний Яр" частина друга", 2025р. - https://www.youtube.com/watch?v=LV3GVjMJzQI
Музичні сюжети: 
Дует  Віра Бондар (скрипка) та Григорій Лук'яненко (гітара) 13 грудня 2018 А.Вівальді "Пори року.Зима" - https://youtu.be/5Mz9acXA6Pc     Гурт "Хорея Козацька" на меморіальному вечорі 90-ліття Євгена Сверстюка. 13 грудня 2018р. - https://youtu.be/c49CYJrivm8                                    Олена Голуб на меморіальному вечорі 90-річчя Євгена Сверстюка. 13 грудня 2018р. - https://youtu.be/6Ya-4oO523s                                        Ігор Жук (Ihor Zhuk) авторська пісня "Гра в зелене" 13 грудня 2018 - https://youtu.be/EgMJP5C8ggw                                                                      Фольклорний театр "Дай Боже" на меморіальному вечорі 90-річчя Євгена Сверстюка, 13.12.2018 - https://youtu.be/8w9SOqQVaBY                           гурт "Хорея Козацька" на вечорі В.Овсієнка, В.Стус "Розпросторся, душе моя", 8.04.19р.- https://www.youtube.com/watch?v=pq7IbbeGkdk  Олена Голуб на вечорі В.Овсієнка. цикл пісень на слова Василя Стуса, 8 квітня 2019р. - https://www.youtube.com/watch?v=7smtbuXwOH8                Оксана Муха на вечорі В.Овсієнка   "Де ти тепер" ("Місто спить"), 8 квітня 2019р.  - https://www.youtube.com/watch?v=eEnNzSTYGk4

## Нагороди, відзнаки
- Премія імені Василя Стуса (2010),
- диплом за найкращий фільм з історії України 4-го міжнародного фестивалю «Кінолітопис» за фільм «Сандармох» (2007).
- Медаль "100-річчя Сергія Корольова" федерації космонавтики України за фільм "Сергій Корольов. Початок" (2009).
- Знак "Перший національний" (2009)